# Mariano Fernández Cortés
Mariano Fernández Cortés (Las Rozas de Madrid, 26 d'agost de 1865 - Madrid, 16 de novembre de 1933) fou un enginyer espanyol, acadèmic de la Reial Acadèmia de Ciències Exactes, Físiques i Naturals.
De família humil, el 1883 es graduà en batxillerat a l'Institut San Isidro de Madrid i després es llicencià en enginyeria agrònoma a l'Institut Agrícola d'Alfons XII. Va substituir José de Arce Jurado en la direcció de l'Estació d'Assaig de Màquines i fou Inspector General del Cos d'Enginyers Agrònoms. Més tard fou professor de càlcul integral, mecànica racional, mecànica aplicada i resistència de materials del mateix Institut, on el 1892 seria nomenat catedràtic de càlcul infinitesimal. Des de 1908 formà part del Claustre de l'Escola d'Enginyers Agrònoms.
Va ocupar diversos càrrecs a l'Institut Geogràfic i al Cadastre de Rústica i formà part de les Comissions de defensa de plagues del campo a Andalusia Oriental. De 1914 a 1921 va fer nombroses conferències a Valladolid sobre la mecanització del conreu de la terra. El 1927 fou nomenat assessor tècnic del Consell del Banc Hipotecari d'Espanya i el 1932 fou escollit acadèmic de la Reial Acadèmia de Ciències Exactes, Físiques i Naturals. Va prendre el càrrec l'any següent amb el discurs Consideraciones sobre las máquinas agrícolas modernas. Va morir a Madrid uns mesos més tard.